# Biserica de lemn „Sfântul Arhanghel Mihail” din Dahnovici
Biserica de lemn „Sf. Arhanghel Mihail” este o biserică amplasată în Dahnovici, raionul Hîncești, Republica Moldova. Este un monument istoric de importanță națională inclus în Registrul monumentelor Republicii Moldova ocrotite de stat cu nr. 583 (raionul Hîncești). Datează din 1825.